# シドニー・ジャックマン
シドニー・ドレイク・ジャックマン（英:Sidney Drake Jackman、1826年3月7日あるいは1828年3月21日
-1886年6月2日）は、アメリカ合衆国ケンタッキー州出身の農夫、教師および軍人である。南北戦争の時は南軍の士官として働き、1864年のウェストポートの戦いの緒戦における働きで最も注目された。
戦後、ジャックマンはメキシコに逃亡し、またアメリカ合衆国に戻った。再度農業を始め、州議会議員となり、後には連邦保安官になった。

## 初期の経歴
ジャックマンは1826年または1828年のどちらかの春に、ケンタッキー州ジェサミン郡で、トマス・ジャックマンとその妻メアリー・ドレイクの息子として生まれた。1830年のいずれかの時点で、家族はミズーリ州ハワード郡に移転し、そこでジャックマンは幾らかの基礎的教科を教えられた。1840年代遅くまでに、ミズーリ州ブーン郡に住むようになり、そこで学校の教師としてまた農夫として仕事を覚えた。1849年2月18日、ジャックマンは最初の妻、ブーン郡のマーサ・ラチェル・スレイビンと結婚し、夫妻には2人の娘と4人の息子が生まれた。
結婚してから間もなくその家族はミズーリ州ハワード郡に移転し、1855年にベイツ郡にあるパピンビルに落ち着いた。どちらの場所でもジャックマンは教師と農夫をやっていた。ジャックマンは近くのカンザス州から来る「ジェイホーカー」（奴隷制擁護派の徒党）など襲撃者に対処するために地元の民兵隊を組織し、1860年にはそのような問題を避けるためにミズーリ州のさらに内陸部に家族ごと移った。南北戦争が始まった時までに、ジャックマンはミズーリ州民兵隊の大尉になっていた。

## 南北戦争での従軍
ジャックマンは1861年に南軍側に付くことを選択し、ミズーリ州兵隊に入隊した。翌1862年、第7ミズーリ歩兵連隊の大佐に指名され、5月にミズーリ州ネオショを襲撃する騎兵隊を率いた。8月16日、ローンジャックの戦いに参戦し、ローンジャックを占領していた北軍部隊の捕獲に貢献した部隊を率い、8月31日には第16ミズーリ歩兵連隊長を任された。
ジャックマンは西部戦線に参戦することになり、主に北軍の目標に対して不規則なゲリラ的戦術を使う戦闘に参加した。1862年の秋と冬までに、ジャックマンはミズーリ州に向けて南軍の正規部隊が襲撃を行う援けになるだけの部隊を徴兵することができた。1863年1月11日、その部隊は北軍が支配しているミズーリ州コロンビアに入り、そこの監獄に入っている南軍兵を解放しようとしたが、この試みは失敗した。4月23日、ジャックマンとその部隊は北軍のトマス・J・バーソロー准将を誘拐し、グラスゴーで宿営を張った。6月1日、ジャックマンの小さな部隊が北軍の騎兵集団に遭遇して破った。このとき北軍騎兵隊の指揮官を倒したと報告されている。
1864年5月、ジャックマンとその部隊はアーカンソー州に入り、その北西部にあるボストン山脈近くを拠点にした。6月までに、1個騎兵連隊を徴兵し、「ジャックマンのミズーリ騎兵隊」と呼ばれることになり、ミシシッピ川流域におけるスターリング・プライス少将のミズーリ軍で、ジョセフ・シェルビー准将の騎兵師団に付設された。その秋、ジャックマンの部隊（2個連隊と新兵の2個大隊からなる1個旅団）はプライスの襲撃に参加した。この襲撃の初期段階で、北軍が支配するグラスゴーを攻撃して占領した。

### ウェストポート
ジャックマンは1864年10月22日から23日に現在のミズーリ州カンザスシティ近くで行われ、南北戦争の中でも最大級の騎兵戦となり、北軍が勝利したウェストポートの戦いに参戦した。戦いの初日、ジャックマンが率いた攻撃で北軍を最初の陣地から壊走させ、2日目早くにはその旅団がウェストポートに直接攻撃を掛けて成功した。その攻撃の間に南軍の後衛が崩壊し、ジャックマンは北軍の追撃をかわすために後衛として動くよう命じられた。
2日後にカンザス州で起こったマインクリークの戦いでは、ジャックマンの騎兵隊がプライスの輜重隊を守るよう命じられ、南軍が敗北し壊走することになった場には居合わせなかった。ただしその旅団は北軍の追撃を緩めさせることに成功した。
ジャックマンが襲撃や小競り合いを行っている間に、1865年には北軍兵がその家族を「ゲリラ活動に対する懲罰」として拘留した。初めはミズーリ州セントルイスで、後にはミシシッピ州ナチェスで、最後はルイジアナ州アレクサンドラで戦争が終わるまで拘束されていた。
1865年5月10日、ジャックマンはミシシッピ川流域方面軍エドマンド・カービー・スミス将軍によって准将に昇進させられた。しかし、その指名はアメリカ連合国議会によって確認されることは無かった。

## 戦後
1865年にアメリカ連合国が崩壊し、ジャックマンやその他数人は降伏しないことにしてメキシコに向かった。その途中のルイジアナ州シュリーブポートで解放されていた家族と再会し、彼らを伴ってテキサス州に、さらに国境に向かった。1865年の暮れ頃にテキサス州ヘイズ郡にあるサンマルコスに到着した。ジャックマンは家族をテキサスに残してメキシコ北部に入りそこに定着できるかを探った。メキシコでは住めないと判断したジャックマンはアメリカ合衆国に戻り、サンアントニオで北軍当局に降伏した。その後ニューオーリンズに連れて行かれ、合衆国に対する忠誠を誓ったあとで釈放された。
1867年、ジャックマンはテキサス州カイル近くで牧場を購入してそこに家族を住まわせ、農業と牛の飼育を行った。ジャックマンとその妻はキリストの弟子第1クリスチャン教会の設立に貢献し、後にブランコチャペル・フリースクールの理事になった。21年間連れ添った妻のマーサが1870年に死んだ。1873年、ジャックマンは第14期テキサス州議会議員に当選した。1875年には未亡人のカス・カイル・ゲインズと再婚し、夫妻には2人の息子と2人の娘が生まれた。
1885年3月17日、ジャックマンはグロバー・クリーブランド大統領によってテキサス州西部の連邦保安官に指名された。ジャックマンはこの職を1886年6月にカイルで死ぬまで続けた。ジャックマンはその町のカイル墓地に埋葬されている。